# Figino Serenza
Figino Serenza (semplicemente Figino fino al 1862; Figin in dialetto brianzolo, AFI: /fiˈdʒiŋ/) è un comune italiano di 4 973 abitanti della provincia di Como in Lombardia. I suoi abitanti sono chiamati figinesi (figinés in dialetto).
Situato nella parte meridionale della provincia, nella zona collinare a nord dell'area brianzola, confina a nord con il comune di Cantù, a sud con quello di Novedrate, a est con Mariano Comense e a ovest con Carimate. Dista 44 km dall'aeroporto di Milano-Malpensa, 34 km da Milano e 17 km da Como.

## Geografia fisica

### Territorio
(Carlo Annoni - Monumenti e storia del borgo di Canturio, 1835)

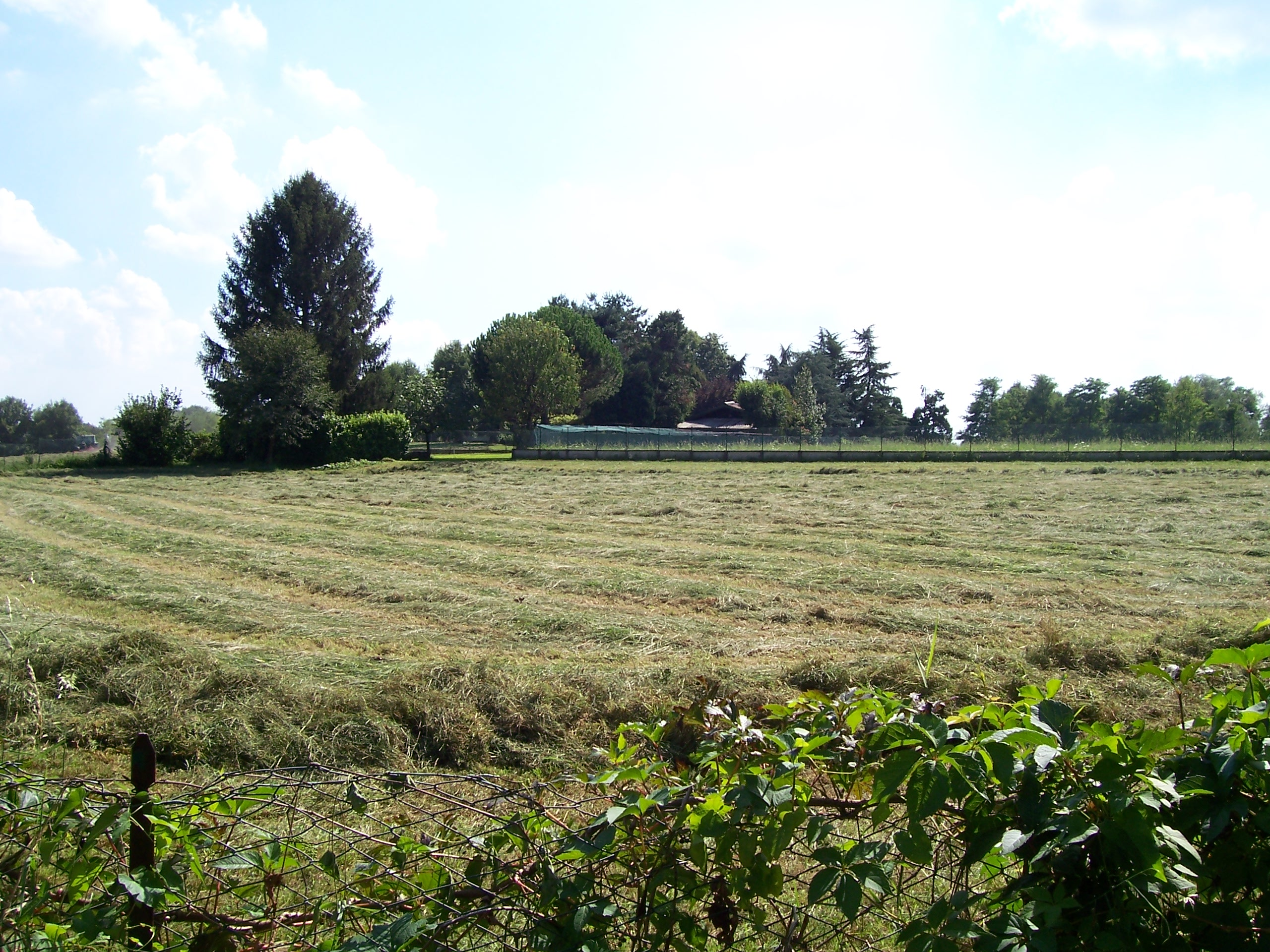
Campi agricoli figinesi

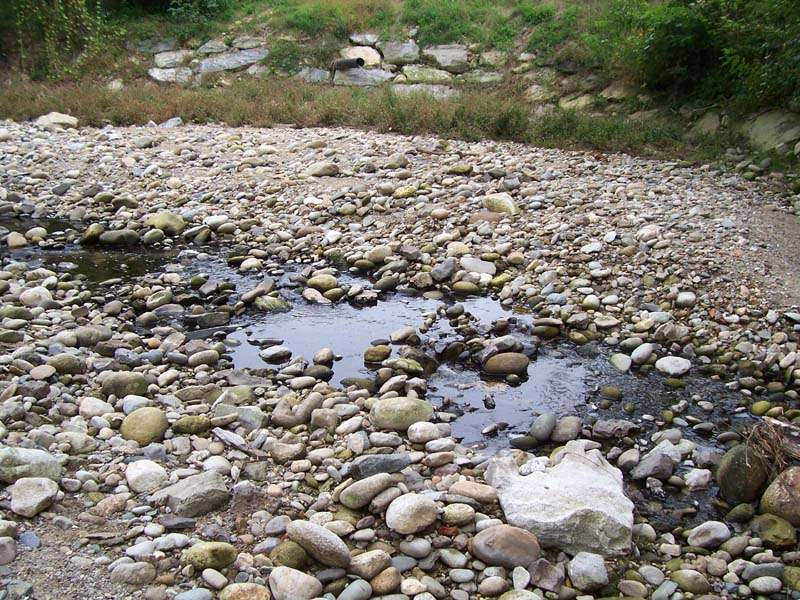
Il Serenza in località Rozzago

Il paese è situato nella parte meridionale della provincia di Como, all'interno della territorio della Brianza comasca, a 329 metri sul livello del mare. Si trova nella zona della cerchia collinare morenico-diluviale esterna prodotta dai residui della glaciazione denominata Riss, che si è andata a sovrapporre a precedenti depositi ghiaiosi ora fortemente cementati (nella terminologia geologica "Ceppo Lombardo"). Il terreno delle colline è caratterizzato da un suolo permeabile composto da sabbie e ghiaie. Vista l'incapacità del suolo di trattenere l'acqua, essa penetra per varie decine di metri finché non incontra uno strato impermeabile, sul quale scorre. Quando l'acqua ritorna a emergere si ha il fenomeno dei fontanili (o sorgive), molto diffusi nell'area agricola delle cascine. Numerose sono le falde acquifere presenti nel territorio, situate fra gli 80 e i 180 metri di profondità che hanno permesso lo sviluppo delle attività agricole e dell'allevamento dei bachi da seta.
- Classificazione sismica: zona 4 (sismicità irrilevante), Ordinanza PCM n. 3274 del 20/03/2003[5]

### Idrografia
Il principale corso d'acqua è il torrente Serenza, affluente del Seveso, il quale percorre l'omonima valle, attraversando l'intero territorio comunale che viene così tagliato in due parti, un tempo separate amministrativamente l'una dall'altra. Le sue sponde sono ripide e scoscese, rappresentate da due colline: ciò ha reso impossibile la nascita di nuclei abitativi nella Valle del Serenza anche se il torrente in passato ha rappresentato una notevole risorsa acquifera per gli abitanti di Figino Serenza, prima che venisse deturpata nel secondo dopoguerra dagli scarichi industriali non autorizzati. Altro corso d'acqua presente sul territorio comunale è il torrente Ramarino, corso d'acqua minore che scorre da est verso sud, proseguendo il suo tragitto nel territorio comunale di Mariano Comense.

### Clima
- Classificazione climatica: zona E, 2537 GR/G[6]

Secondo il Köppen climate classification, Figino Serenza ha un clima tipicamente Temperato Umido (Cfa), con temperature che vanno dai -5/+5 °C in gennaio ai +30/+35 °C in luglio.
Gli inverni sono freddi con gelate frequenti. Il fenomeno della nebbia è molto frequente tra gennaio e febbraio quando, in assenza di perturbazioni, avviene la condensazione del vapore acqueo e il perdurare dell'assenza della visibilità si ha nelle prime ore mattutine e dopo il tramonto, fino al giorno seguente. La ventilazione nel cuore della stagione invernale è praticamente assente; questo provoca un particolare addensamento delle polveri sottili e un peggioramento della qualità dell'aria. Quando i valori superano le soglie consentite, vengono presi dei provvedimenti dall'amministrazione comunale, insieme con gli altri comuni dell'area critica Como-Milano-Sempione, come il blocco programmato della circolazione automobilistica e la restrizione della circolazione ai soli veicoli catalizzati. Sporadiche sono le precipitazioni nevose e concentrate tra la fine di gennaio e l'inizio di febbraio. L'ultima nevicata di grandi dimensioni si è verificata tra il 6 e il 7 gennaio 2009.
Le estati sono calde e afose. Sempre più frequenti sono divenuti negli ultimi anni i fenomeni temporaleschi e le grandinate, molto temute soprattutto dagli agricoltori per la loro forza distruttrice, in grado di mettere a rischio i raccolti di un'intera annata. Il cuore della stagione calda si ha tra la metà di giugno e la metà di agosto. Il caldo è anticipato da intense precipitazioni e da basse temperature. Finita la stagione estiva, con l'avvento dell'autunno, tornano le piogge e le temperature incominciano a scendere.

## Storia

### Le origini (300-1100)
Le prime notizie certe riguardo alla storia del borgo brianzolo risalgono al 1000, documentabili con atti coevi risalenti al XIV secolo, anche se sono state scoperte nel 1877 delle lapidi risalenti all'epoca della colonizzazione romana in cui vi erano incisi tre nomi: Quinto Veroccio Castrizio, Quinto Cornelio Treptonico e Minucio Creso. La struttura del "piccolo centro abitato" era quella tipica del vicus agricolo romano con poche famiglie dedite alla lavorazione dei campi di ricchi patrizi. In epoca successiva appartenne alla pieve di Galliano, sorta tra la seconda metà del V secolo e la prima metà del VI secolo. Con la conquista longobarda l'intero territorio dipese dapprima da Pavia e poi da Monza, mentre si andava formando il Contado della Martesana e il feudo generale di Canturio (Cantù). Nel periodo risalente al X secolo sulla sommità della collina sorgeva la casa della famiglia Figino, ricchi proprietari terrieri di origine milanese. La vita della comunità agricola ruotava attorno alla Chiesa di San Materno che fungeva da punto di convergenza fra i cascinali posti a ovest e a est. Tra l'anno 1000 e il 1100 vi fu un aumento della popolazione, attestato dall'abbattimento della vecchia chiesetta di San Materno e dall'elevazione della nuova sulla medesima area e dall'ampliamento del cimitero circostante.

### Età medievale (1100-1499)
Verso la metà del XIV secolo per la prima volta appare dai documenti il nome Figino non più attribuito alla nobile famiglia milanese ma al paese della Brianza. Negli Statuti delle acque e delle strade del Contado di Milano fatti nel 1346 compare "el locho da Figino", una località della Pieve di Galliano, cui spetta la manutenzione della "strata da Niguarda". Durante quel periodo venne affidato a Pietro Figino, da parte del duca Gian Galeazzo Visconti, il compito di costruire a Milano un porticato coperto in occasione del suo matrimonio con Isabella di Valois che diventerà poi la sede del mercato della frutta o della verdura. Possiamo supporre quindi che la stessa famiglia impose al borgo il nome della propria casata o che più probabilmente gli stessi abitanti, volendo onorare Pietro Figino e non avendo risorse economiche per edificare monumenti in suo onore, decisero di attribuire all'insieme di case e cascine esistenti nel territorio Canturino il nome Figino. Nel 1475 l'intera pieve di Galliano passa dalle mani di Polidoro Sforza Visconti in quelle di Francesco Pietrasanta, membro di un ricco casato milanese.

### Dominazioni francesi e spagnole (1499-1706)
Ciò che meglio attesta il crescente numero degli abitanti è la costruzione di una cappella con funzione religiosa sulla sommità della collina, dedicata a San Michele, in una migliore dislocazione sul territorio nel 1501. Nei registri dell'estimo del ducato di Milano del 1558 e dei successivi aggiornamenti al XVIII secolo, Figino risulta ancora inserito all'interno della stessa pieve dove ancora lo si ritrova nel 1644. Nel 1574 vi sono 383 abitanti. L'esistenza contadina, dettata dal cambio delle stagioni, incominciava con la semina e terminava coi grandi fuochi rituali dell'inverno e nessun fatto successivo a quegli anni potevano far supporre che la vita mutasse forma, ma ciò avvenne quasi inspiegabilmente. All'inizio del XIV secolo non appare più il nome dei Figino come proprietari del territorio, ora c'è quello dei Meraviglia della città di Como, che avevano acquistato un'ampia estensione di terreno per la coltura del gelso, pianta utilizzata per l'allevamento del baco da seta.

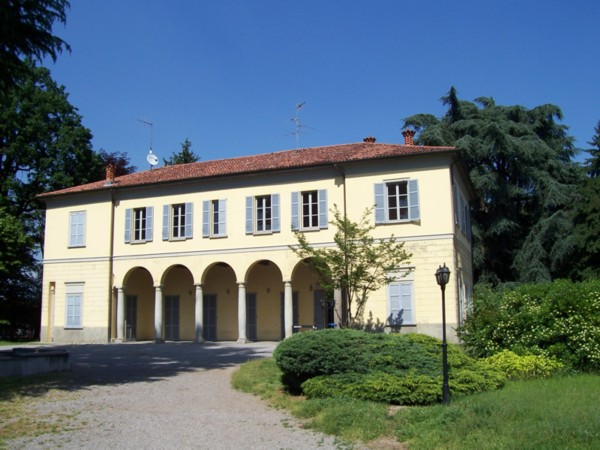
Villa Ferranti

Nell'ottobre del 1606 il cardinale di Milano Federico Borromeo visita la parrocchia e annota la presenza di varie contrade e la costruzione di una nuova chiesa in cima a un colle. Tornerà nel 1616 per trovarla finalmente ultimata. Verso la metà del XVII secolo in paese appaiono due famiglie milanesi che divengono proprietarie di importanti estensioni di terreno: la famiglia Casnati e la famiglia Pozzobonelli. I Casnati acquistano la parte meridionale e occidentale del paese, coltivata a grano, segale, miglio, con vigne e gelsi mentre i Pozzobonelli quella orientale e settentrionale sulla bassa collina boscosa oltre il torrente Serenza, detta Rozzago, in cui nel frattempo si erano formati piccoli centri abitativi, il Castelletto e la Moja, già frazione con giurisdizione parrocchiale a Montesolaro di Carimate. La famiglia Pozzobonelli in Figino eresse un'importante dimora patrizia, una parte di essa ora recuperata dal comune: la Villa Ferranti. Residenza anche del cardinal Pozzobonelli di cui rimane vestigia del blasone sulla mura e luogo in cui non solo il casato villeggiava ma vide anche i propri natali.

### Dominazione asburgica (1706-1797)
Con decreto 1º febbraio 1725 nel compartimento territoriale della Lombardia Austriaca, Pieve di Galliano, distretto XI compare il comune di Figino con Rozzago. La fusione era stata già decisa l'anno precedente con dure reazioni da parte degli abitanti del piccolo centro frazionale che comprendeva, oltre all'abitato di Rozzago, i cascinali Moia, Bragianello, Castelletto, Barnicocca e Sant'Agata.
Nel 1751 l'abitato di Figino risultava essere inserito nel Ducato di Milano, nella pieve di Galliano e il territorio era costituito, oltre dal centro sviluppatosi intorno alla chiesa di San Michele, dalle cascine Boffalora di sotto, Boffalora di sopra, Bricola, Boncazio, Corno, Croce, Baslotello, Malpaga e Cassinetta. Dalle risposte ai 45 quesiti, redatti dal Ducato di Milano, il paese risultava essere sotto il potere feudale del conte Antonio Pietrasanta ma i 480 abitanti figinesi non versavano alcun tributo nei suoi confronti mentre i 120 abitanti di Rozzago versavano il "dazio dell'imbottato". Il comune era sotto la giurisdizione di un podestà (pagato annualmente) ed era guidato da un sindaco, tre deputati e un console, senza limitazioni temporali. Il loro successore era decretrato tramite una pubblica elezione che si svolgeva nella piazza principale. Il comune aveva a sua disposizione un cancelliere stipendiato che doveva prendersi cura delle faccende burocratiche. Per la riscossione delle tasse e il pagamento delle spese vi era un unico esattore.
La Riforma al governo e amministrazione delle comunità dello stato di Milano stabilisce la nuova organizzazione dello stato di Milano. Nel nuovo compartimento territoriale il neonato comune di Figino con Rozzago fu collocato le comunità della pieve di Galliano mentre nel 1771 la popolazione era costituita da 473 abitanti. Dopo la suddivisione della Lombardia in province, Figino con Rozzago venne inserito nella Provincia di Milano. Con il nuovo compartimento territoriale per l'anno 1791, la pieve di Galliano, quindi anche l'abitato figinese, venne incluso nel XI distretto censuario della provincia milanese.

### Età napoleonica (1797-1816)
In età napoleonica, con il passaggio dei territori lombardi alla Repubblica Cisalpina, ci furono diversi cambiamenti per ciò che riguarda le amministrazioni locali e la suddivisione territoriale. Il comune di Figino con Rozzago fu inizialmente inserito nel Dipartimento del Lario-Distretto di Fino (27 marzo-26 settembre 1798), poi nel Dipartimento dell'Olona-Distretto XXVIII di Cantù (1798-1801), per ritornare a far parte con la legge del 13 maggio 1801 del Dipartimento del Lario nel Distretto I di Como. Nel gennaio del 1799 la popolazione si attestava sui 701 abitanti. Per un breve periodo, ritornò sotto il Distretto XI di Milano (1802) per poi tornare nuovamente nel Distretto I di Como, Cantone di Cantù.
Nell'Elenco dei comuni del 1802 il comune venne classificato come municipalità di III classe in quanto la popolazione era inferiore ai 3 000 abitanti. Il numero esatto era di 662 abitanti. Venne deciso un accorpamento tra i comuni di II e III classe: Figino con Rozzago e Novedrate vennero annessi alla municipalità di Carimate; unione riconfermata anche nel 1812. Figino aveva diritto a un solo partecipante all'interno del consiglio del comune di Carimate.

5 novembre 1944 - Voto alla Madonna

«A seguito del desiderio di Sua Eminenza di impegnare le singole parrocchie con voti particolari per la preservazione dai bombardamenti, anche per la nostra parrocchia, previa debita preparazione spirituale, oggi, dopo l'Ufficiatura solenne per i Caduti, alla presenza della popolazione tutta, a mezzo e per voce del parroco, fa voto di celebrare ogni anno il 14 novembre, anniversario della consacrazione dell'Altare del Santuario, una giornata intera di Santi Rosari con turni di preghiera dall'alba alla sera.»
14 novembre 1944 - Anniversario della consacrazione dell'Altare e prima giornata del Voto

«Sono tre i frutti che vogliamo assicurarci dalla nostra consacrazione a Maria: frequenza alla dottrina cristiana, accrescere i battesimi, sia Figino una parrocchia mariana non solo consacrati ma protetti dalla Madonna, parrocchiani che la vogliono amare in modo straordinario.»

### La Restaurazione e il ritorno austriaco (1816-1859)
Nell'anno 1816, dopo la Restaurazione e il ritorno della dominazione austriaca nel Regno Lombardo-Veneto Figino, solo così nominato, torna a essere comune autonomo, facente parte della neonata Provincia di Como, staccandosi definitivamente a livello amministrativo da Milano, prima inserito nel Distretto XXVI di Mariano, poi nel Distretto XXVI di Cantù (1844) e infine nel Distretto IV di Cantù (1853). Si ritornò quindi alla organizzazione amministrativa in vigore prima del 1797.
Nell'anno 1816, dopo la Restaurazione e il ritorno della dominazione austriaca nel Regno Lombardo-Veneto Figino, solo così nominato, torna a essere comune autonomo, facente parte della neonata Provincia di Como, staccandosi definitivamente a livello amministrativo da Milano, prima inserito nel Distretto XXVI di Mariano, poi nel Distretto XXVI di Cantù (1844) e infine nel Distretto IV di Cantù (1853). Si ritornò quindi alla organizzazione amministrativa in vigore prima del 1797.
Venne ripristinato il "Convocato generale degli estimati", organo che aveva il compito di assumere le decisioni in campo amministrativo, costituito dai possessori del Comune che, riunitisi due volte l'anno nella piazza principale del comune, organizzavano assemblee pubbliche e nominavano la Deputazione municipale, costituita da tre membri. Il primo deputato era eletto con la maggioranza dei voti. Tra il 1816 e il 1860 il nobile figinese Giovanni Battista Parravicini fu primo deputato. L'amministrazione municipale era poi esercitata da un agente comunale e da un cursore che avevano il compito di risolvere le controversie e le discussioni tra i cittadini, oltre a gestire i rapporti tra le varie proprietà. Il Comune non aveva ancora una propria sede ed era lo stesso Parravicini che metteva a disposizione dei locali della propria abitazione per svolgere le faccende burocratiche, quali le funzioni di sorveglianza sull'andamento amministrativo dei distretti che spettavano a un Consigliere del censo, poi sostituito dal commissario distrettuale (1819).

### L'avvento dei Savoia e del Regno d'Italia (1859-1915)

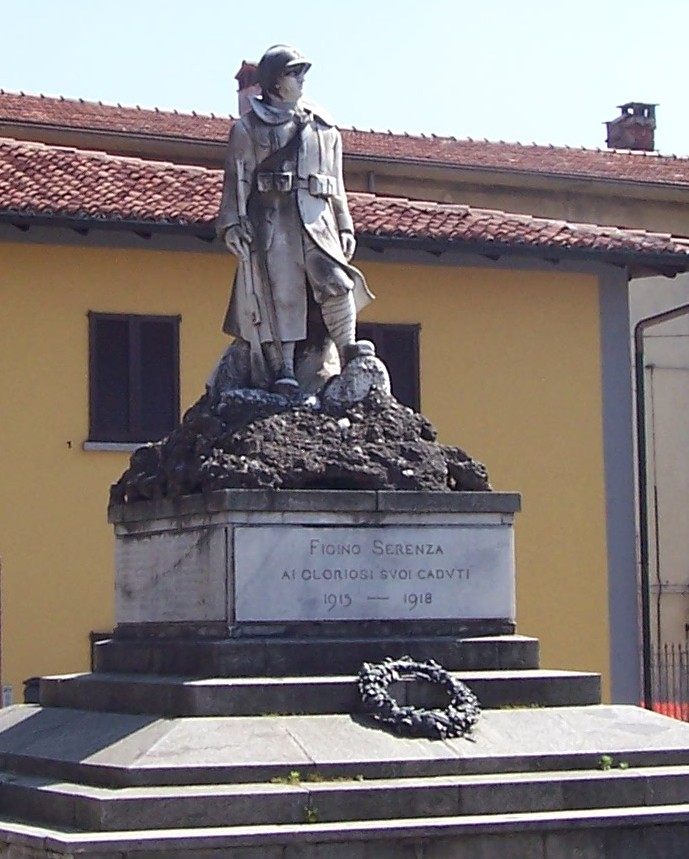
Monumento ai caduti della Grande Guerra

Nel 1859 la Lombardia venne annessa al regno sabaudo il quale estese l'organizzazione piemontese ai nuovi territori, apportando delle modifiche a livello amministrativo. Il decreto Rattazzi prevedeva che i prefetti sostituissero i vecchi commissari distrettuali e che nei comuni venisse eletto un sindaco al posto del primo deputato. Non ci furono modifiche a livello di amministrazione provinciale e il comune figinese rimase sotto la provincia di Como. L'anno successivo venne istituito il primo consiglio comunale, composto da un sindaco e due assessori, che si riuniva due volte all'anno. Nel primo censimento nazionale del 1861 il comune di Figino risultò avere una popolazione complessiva di 1 290 abitanti. Nel 1862 venne deciso di aggiungere l'appellativo Serenza alla nomenclatura di Figino, di modo tale da distinguere il comune comasco dall'omonima municipalità della cintura di Milano.
(Don Ercole Terruzzi, preghiera alla Madonna durante la seconda guerra mondiale)
Nel periodo della seconda guerra mondiale il parroco dell'epoca, don Ercole Terruzzi, su invito di papa Pio XII, espresse un Voto alla Madonna di San Materno affinché Figino Serenza venisse risparmiata dai bombardamenti e dalla distruzione.
Dal 1816 al secondo dopoguerra si avvicendarono solo cinque primi cittadini, tra cui un sindaco di nomina governativa nel 1890, il podestà (1926-febbraio 1943) e un breve periodo di commissariamento (gennaio 1944-marzo 1945).

### Secondo dopoguerra
Dopo la liberazione dal regime fascista il comune di Figino Serenza è stato retto con continuità da un'amministrazione legata alla Democrazia Cristiana. Nel 1967, dopo un continuo peregrinare e la ricerca di nuovi locali, l'amministrazione comunale viene dotata della prima sede municipale, ristrutturata poi nel 2000.

### Simboli
Stemma
(D.P.R. del 19 luglio 1999)
Lo stemma del comune di Figino Serenza è di recente fattura. Nel 1999 l'amministrazione comunale indice un bando pubblico per la creazione del nuovo gonfalone che diventerà poi il simbolo del paese. Dopo aver giudicato i diversi bozzetti giunti negli uffici comunale, la commissione ha valutato come migliore il disegno dell'artista locale Gino Ballabio. Lo stemma è stato ufficialmente concesso con decreto del presidente della Repubblica del 19 luglio 1999.
Lo stemma è inquartato: nel 1º quarto, su sfondo azzurro, appare la facciata della chiesa di San Michele che giace su una collina, così come nella realtà. Nel 2º, su sfondo color argenteo, appaiono due foglie di gelso verde, ordinate in banda, le quali richiamano l'attività legata alla seta. Nel 3º quarto, sempre su sfondo argenteo, vi sono due fiamme rosse, simbolo dei tradizionali fuochi invernali medievali, mentre nel 4º, nuovamente su sfondo azzurro, appare un passero, presenza costante nell'habitat di Figino Serenza. Sotto lo scudo, su lista bifida e svolazzante di azzurro, il nome in latino di Pietro Figino in lettere maiuscole di argento. Il tutto è racchiuso ai lati da un ramo di alloro e uno di quercia, legati insieme da un nastro tricolore.
Il gonfalone è un drappo di bianco.

## Monumenti e luoghi d'interesse

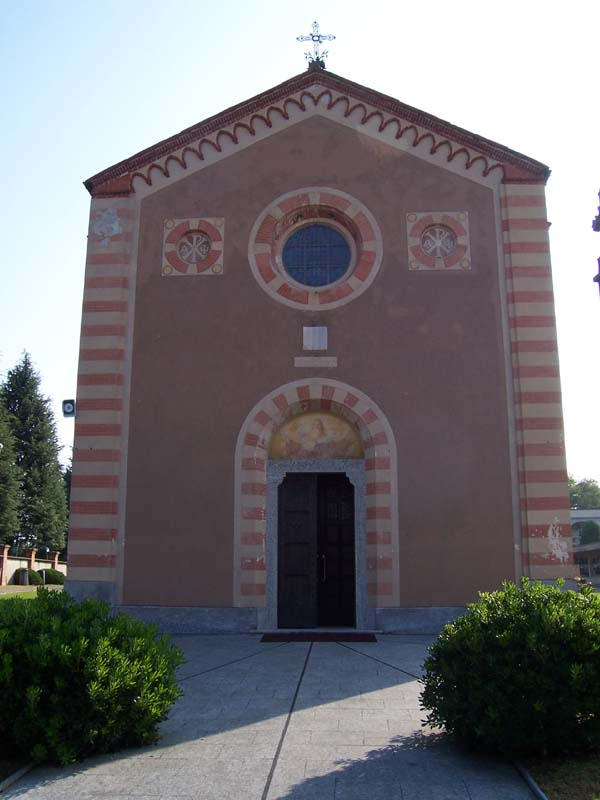
Il santuario della Madonna di san Materno

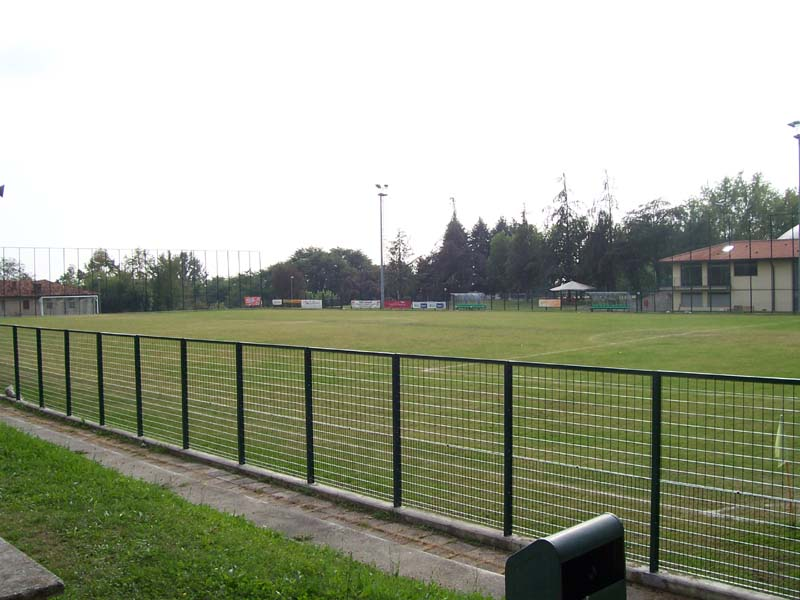
Centro sportivo di Figino Serenza

### Architetture religiose

#### Santuario della Madonna di San Materno
Sul territorio comunale esiste una chiesa dedicata a Santa Maria e a San Materno. Il suo campanile pare risalire all'epoca romanica. La chiesa custodisce un'immagine della Madonna, ritenuta miracolosa e venerata dal popolo al punto che, per ospitarla più degnamente all'interno dell'edificio, fu costruita una cappella restaurata radicalmente nell'Ottocento. Nel 1903 la chiesa fu oggetto d'importanti interventi di ristrutturazione.

#### Chiesa di San Michele Arcangelo
Al 1399 risale la cappella di San Michele Arcangelo, sorta sulla collina di San Materno. Nel Cinquecento, dal suo ampliamento sarebbe sorta l'attuale parrocchiale dedicata sempre a San Michele. Essa fu ricostruita a partire dal 1602 e verso il 1859-60 subì ulteriori rimaneggiamenti (l'interno, da un'unica navata originaria, fu ampliato alle tre visibili attualmente). Nel 1912, a seguito di un violentissimo e disastroso evento atmosferico, avvenuto nel 1910, fu ricostruita la facciata e l'intera costruzione fu ingrandita di una campata. Altri interventi seguirono nel 1922. Di particolare interesse, all'interno, sono gli arredi lignei, tra cui quelli della sagrestia, opera nel XVIII secolo degli intagliatori della zona, eredi di una tradizione plurisecolare.

### Architetture civili
La Villa Ferranti è un vasto edificio costruito nel XVII secolo dalla famiglia Pozzobonelli, uno dei casati dominanti della zona. Intorno al 1835 l'edificio assunse un aspetto tardo-neoclassico. Posizionata nella zona retrostante la chiesa di San Michele, è collegata alla sacrestia tramite un cortile. Abbandonata nel corso dei secoli successivi, è stata in parte recuperata negli anni novanta divenendo così parco pubblico e sede della biblioteca comunale.

## Società
| Evoluzione storica della popolazione |       |
| 1751                                 | 480   |
| 1771                                 | 473   |
| 1799                                 | 701   |
| 1805                                 | 662.  |
| 1809                                 | 790   |
| 1859                                 | 1 157 |
| 1881                                 | 1 486 |
| 1911                                 | 1 783 |
| 1936                                 | 2 156 |
| 1961                                 | 2 874 |
| 1981                                 | 4 068 |
| 2001                                 | 4 636 |

### Evoluzione demografica
Abitanti censiti

La popolazione di Figino Serenza è in rapido aumento, tanto che nel giro di cinquant'anni è quasi raddoppiata, mentre alla fine del 2007 è stata superata la soglia dei 5 000 abitanti. Molte sono le famiglie che negli anni settanta-ottanta hanno raggiunto il centro brianzolo per trovare nuove opportunità lavorative. Le ondate migratorie dal Meridione non si sono esaurite nell'arco di un ventennio ma sono ancora oggi presenti. Altri fenomeni di urbanizzazione che interessano direttamente Figino Serenza sono la ricerca da parte degli abitanti della cintura milanese di nuove realtà abitative lontano dal caos della città e la presenza di cittadini extra comunitari impiegati nelle aziende manifatturiere locali.
Gli stranieri regolari sono 131 (77 maschi e 54 femmine) pari allo 2,6% della popolazione figinese. Le comunità più rappresentata è quella tunisina con 25 presenze, seguono la comunità albanese (21), quella rumena (18), quella pakistana (15) e gli immigrati marocchini (10). Esistono poi altre persone di nazionalità diverse che però non superano i 5 cittadini per nazione.

### Lingua e dialetti
(Detto della tradizione contadina)
(Detto popolare lombardo)
La lingua principale parlata a Figino Serenza è quella italiana ma fino agli anni sessanta in famiglia e nell'ambito della vita quotidiana era più comune la parlata locale, rappresentata dal dialetto brianzolo-canturino, piuttosto che la lingua italiana corretta. Solo negli ultimi anni si è ristretto il numero di persone che parlano come unica lingua il dialetto, limitato alla realtà delle persone anziane. Il dialetto parlato a Figino Serenza risente delle influenze delle parlate comasche, seppur rimane la matrice milanese.

### Religione
Il comune di Figino Serenza è contraddistinto da una forte tradizione legata alla chiesa cristiana-cattolica: numerosi sono i fedeli partecipi della vita comunitaria e quasi la totalità delle persone si dichiara credente. Esistono anche delle minoranze di fedeli islamici, di Testimoni di Geova e di cristiani evangelici.
Per quello che riguarda l'attività pastorale cattolica, Figino Serenza è collocato all'interno della diocesi di Milano, ultimo legame rimasto con il capoluogo di regione, nella zona pastorale V di Monza, nel decanato di Cantù-Mariano. Il territorio comunale è a sua volta diviso tra due parrocchie: quella di San Michele di Figino Serenza e quella della Beata Vergine Assunta di Montesolaro, frazione a nord di Carimate. Questa divisione territoriale risale all'epoca in cui Rozzago e Figino costituivano due realtà indipendenti. La parrocchia di Montesolaro si prendeva della cura delle anime del borgo limitrofo ed esso era sotto la sua giurisdizione ecclesiastica.
Questa divisione è rimasta immutata per secoli fino al 2008, quando le parrocchie di Carimate, Figino Serenza, Montesolaro e Novedrate vengono fuse nella Comunità Pastorale San Paolo della Serenza.

### Tradizioni e folclore

#### Feste e sagre
- Festa patronale di San Michele

La festa del paese è dedicata a San Michele Arcangelo, santo patrono del paese comasco, ed è festeggiata, per tradizione, il lunedì successivo all'ultima domenica di settembre (non necessariamente, quindi, il 29 settembre, giorno dedicato ai santi Michele, Gabriele e Raffaele arcangeli). L'evento è molto sentito dall'intera comunità che si raccoglie per far festa in allegria. Il week-end dell'ultima domenica di settembre è prevista una serie di eventi di intrattenimento. Appuntamento spettacolare è l'esibizione di motocross nell'area di fronte al municipio. Il tradizionale Figino Marching Show band è l'evento centrale della manifestazione con l'esibizione di diversi corpi di bande provenienti dal Nord Italia e da diverse nazioni. La sera musica da ballo e poi la tombolata con i premi messi a disposizione dalle aziende locali.
- Rogo della Giubiana

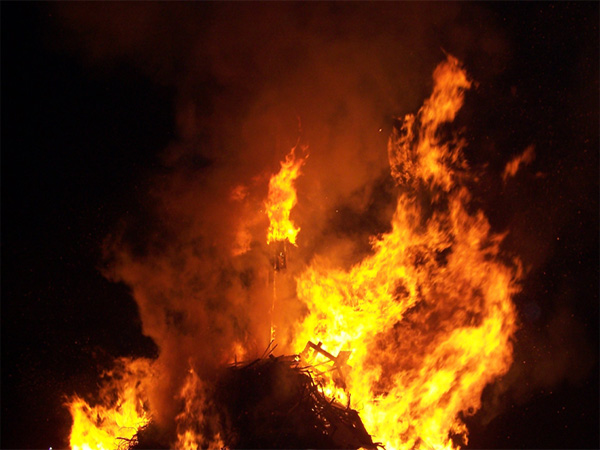
Rogo della Giubiana

Il rogo della Giubiana viene effettuato l'ultimo giovedì di gennaio presso l'oratorio. Secondo la tradizione, la Giubiana era una ragazza splendida che persuase gli abitanti di Cantù a cedergli le chiavi del borgo; essi le cedettero alla signora mandata dai Visconti e Canturio perse la propria indipendenza. La traditrice milanese venne poi catturata e bruciata su un rogo per vendicarsi del torto subìto. I figinesi seguono la tradizione canturina in quanto all'epoca dei presunti fatti (verso il 1100) anche Figino Serenza faceva parte della Pieve di Galliano. Canti, musica, risotto con la luganega, chiacchiere e vin brulé accompagnano l'evento.
- Carnevale

Altra festa tradizione è quella del carnevale con sfilata dei carri allegorici per le vie del centro paese e premiazione della maschera più bella in oratorio.
- Trass a Bass[50]

Gara di discesa per pattinatori, street luge e carretti artigianali senza motore lungo le discese di Montesolaro e del Bissèe.

## Economia
L'economia figinese, prima del Novecento, era di tipo rurale e agricolo. Già agli inizi, prima ancora della sua fondazione, quasi la totalità degli abitanti era dedita alla coltura e all'allevamento del bestiame. Si svilupparono varie cascine nella parte pianeggiante del paese, a sud-est rispetto al centro paese. Tali costruzioni erano di grosse dimensioni e ospitavano intere famiglie; ogni abitante aveva la propria collocazione e mansione all'interno della società rurale. Con l'avvento dei Meraviglia, Figino si specializzò nella coltivazione delle piante di gelso. La nuova famiglia, proprietaria di vaste porzioni di terreno, proveniva dal principale centro italiano per la produzione della seta e quindi sentiva la necessità di avere terreno adatto per la coltivazione della pianta indispensabile a tale genere di attività economica. Il gelso diventò una pianta coltivata su vasta scala e l'allevamento del baco da seta assunse quasi la funzione di gloria per il piccolo paese. Verso la fine del Seicento, pur restando l'agricoltura la base dell'economia figinese, apparirono altre attività lavorative legate al mondo rurale: la lavorazione del ferro, la produzione di chiodi, delle zanchette e dei ferri di cavallo. Durante il corso degli anni vi fu l'avvicendamento tra vecchi e nuovi proprietari di terre, ormai divise fra una ventina di famiglie milanesi e comasche e istituti religiosi. A metà del XVIII secolo tra le vie del piccolo centro trovarono spazio le piccole botteghe artigiane per la lavorazione del legno sorte sotto il florido influsso economico della vicina Cantù, centro principale per la produzione artigianale di mobili. Nelle case continuava la pratica tutta femminile di un'altra attività tipicamente canturina: la produzione del merletto.
Solo all'inizio del Novecento l'agricoltura passò in secondo piano per cedere il posto alle botteghe artigianali della lavorazione del ferro, una delle quali divenne la grande e famosa Ferriera Acciaieria Orsenigo. La presenza decennale del complesso siderurgico, con i grandi altiforni, fu sicuramente origine di benessere e trasformazione sociale per l'intero paese con importante afflusso di manodopera da altre regioni d'Italia: mutamenti e passaggi anche molto sofferti. Nel 1967 toccò la cifra di 550 dipendenti ma nel 1976 abbandono l'attività lavorativa. Altra importante industria presente sul territorio figinese era la Tessitura Orsenigo, uno dei più importanti centri per la produzione della seta nel territorio comasco. Nel 2002, dopo anni di gloriosa attività, dovette però chiudere i battenti. Ora importanti opifici industriali nazionali e internazionali del settore metalmeccanico hanno sede nel territorio comunale insieme a numerosi aziende artigiane di vari settori. Attualmente risultano occupate 2 340 persone, pari al 50,47% del numero totale degli abitanti. Larga parte del suolo è ancora mantenuto a coltivazioni e a brughiere, salvaguardando l'antico patrimonio abitativo rurale, rispettando la natura del bosco misto, conservando il popolamento faunistico tipico della brughiera brianzola, in particolar modo le specie dei piccoli volatili migratori e stanziali.

## Infrastrutture e trasporti

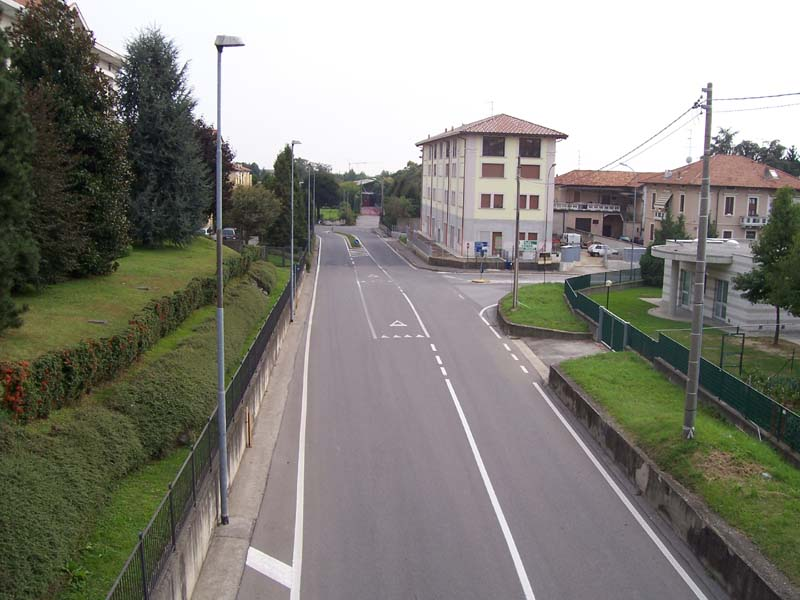
Via Trento (SP 39) dal ponte ciclopedonale

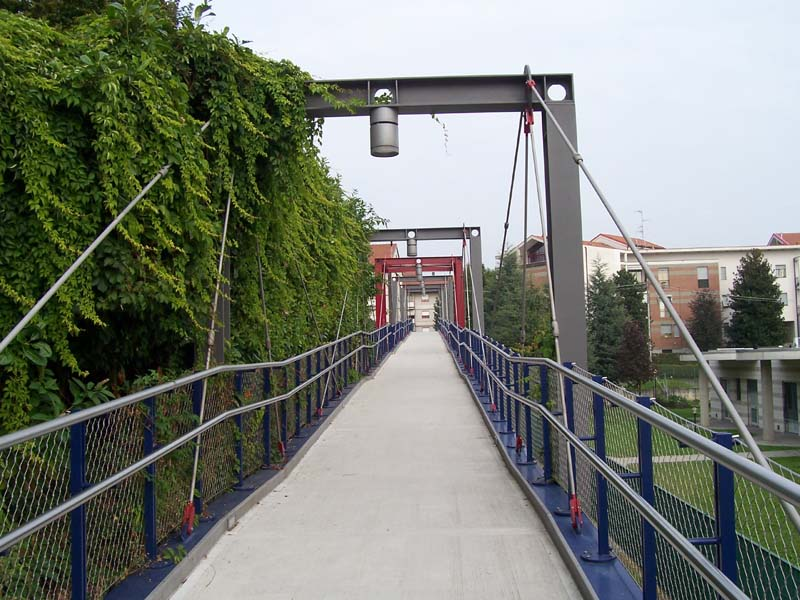
Ponte ciclopedonale di via Trento

### Collegamenti stradali
I principali collegamenti stradali sono rappresentati da:
- Autostrada Pedemontana A36: uscita Lentate sul Seveso, proseguire sulla SP 32 in direzione est (Novedrate/Lecco).
- Autostrada dei Laghi A9: uscita Lomazzo, proseguire sulla SP 32 in direzione est (Cantù/Lecco).
- Superstrada Milano - Meda: uscita Lentate sul Seveso, proseguire sulla SP 32 in direzione est (Novedrate/Lecco).
- Superstrada Milano - Lecco: uscita Arosio-Briosco, proseguire sulla SP 32 in direzione ovest (Cantù/Lentate sul Seveso).

Sulle strade figinesi sono presenti tre impianti semaforici: il primo in via Europa per attraversamento pedonale, posto sulla pista ciclopedonale che collega la scuola secondaria al centro di Novedrate; il secondo in via Don Luigi Meroni (SP 39); il terzo in via Vico Necchi incrocio via Boccaccio (SP 39).

#### Trasporto pubblico locale
Gli autobus del servizio pubblico passanti per il territorio figinese sono gestiti dalla ASF autolinee.
La linea è la C82 Cantù-Carimate-Novedrate-Mariano (accorpamento delle precedenti linee C82 Cantù-Novedrate, C83 Cantù-Carimate e C89 Cantù-Mariano Comense); nel periodo scolastico sono previste due corse dirette da e per Como passando per Cantù.
Negli anni settanta da Figino Serenza passava anche la linea Cantù-Saronno del gruppo FNMA, ora soppressa.

### Collegamenti ferroviari
Figino Serenza è priva di stazioni ferroviarie e il suo territorio comunale non è attraversato da alcuna strada ferrata.
I collegamenti ferroviari sono assicurati presso le seguenti stazioni:
- Carimate, distante 5,4 km e situata sulla linea Chiasso-Milano, raggiungibile con la linea autobus C82
- Mariano Comense, distante 6,1 km e situata sulla linea Milano-Asso, raggiungibile con la linea autobus C82
- Camnago-Lentate, distante 6,7 km e situata sulle linee Milano-Chiasso e Milano-Camnago

In queste stazioni fermano le seguenti linee, tutte gestite da Trenord:
- linea S11, presso le stazioni di Carimate e di Camnago-Lentate
- linea S4, presso la stazione di Camnago-Lentate
- linea S2, presso la stazione di Mariano Comense
- linea regionale Milano-Asso, presso la stazione di Mariano Comense

### Aeroporti
Gli aeroporti più vicini sono:
- Aeroporto di Milano-Malpensa, distante 46 km.
- Aeroporto di Bergamo-Orio al Serio, distante 56 km.
- Aeroporto di Milano-Linate, distante 43 km.
- Aeroporto di Lugano-Agno, distante 51 km.

## Sindaci
| DAL             | AL   | SINDACO                       | LISTA                             | NOTE |
| --------------- | ---- | ----------------------------- | --------------------------------- | --- |
| 1816            | 1860 | Giovanni Battista Parravicini |                                   | Primo Deputato |
| 1860            | 1889 | Rag. Mauro Garbagnati         |                                   | Primo Deputato |
| 1889            | 1898 | Ing. Giovanni Brambilla       |                                   | Primo Deputato |
| 1899            | 1922 | Leonardo Ferranti             |                                   | Primo Deputato |
| 1922            | 1945 | Cav. Alfredo Orsenigo         |                                   | Podestà |
| 28 aprile 1945  | 1946 | Galtarossa Giacomo            |                                   | Il primo Sindaco del dopoguerra fu nominato su mandato del CLN (Comitato di Liberazione Nazionale) sino all'indizione delle elezioni nel 1946. |
| 24 marzo 1946   | 1951 | Bianchi Ezio                  | Democristiana                     | Indipendente della lista Democristiana |
| 1951            | 1956 | Orsenigo Luigi                | Democrazia Cristiana              | |
| 1956            | 1960 | Sala Mario                    | Democrazia Cristiana              | |
| 1960            | 1964 | Sala Mario                    | Democrazia Cristiana              | |
| 1964            | 1970 | Sala Mario                    | Democrazia Cristiana              | |
| 1970            | 1972 | Sala Mario                    | Democrazia Cristiana              | Il Sindaco si dimise nel 1972 |
| 18 gennaio 1972 | 1975 | Orsenigo Giovanni             | Democrazia Cristiana              | |
| 1975            | 1980 | Orsenigo Giovanni             | Democrazia Cristiana              | |
| 1980            | 1985 | Moscatelli Vittorio           | Democrazia Cristiana              | |
| 1985            | 1986 | Moscatelli Vittorio           | Democrazia Cristiana              | Il Sindaco si dimise nel 1986 |
| 11 luglio 1986  | 1990 | Orsenigo Giovanni             | Democrazia Cristiana              | |
| 1990            | 1995 | Ballabio Umberto              | Democrazia Cristiana              | |
| 1995            | 1999 | Ballabio Umberto              | Partito Popolare - Lega Nord      | Il mandato amministrativo durò 4 anni, anziché 5, in virtù di una Legge che fu poi modificata. L'alleanza tra Partito Popolare e Lega Nord-Lega Lombarda durò solo un anno a seguito della proclamazione dell'indipendenza della Padania il 15 settembre 1996, ma il Sindaco rimase in carica sino alla fine del mandato. |
| 1999            | 2004 | Carpani Angelo                | Centrosinistra Uniti per Figino   | |
| 2004            | 2009 | Carpani Angelo                | Centrosinistra Uniti per Figino   | |
| 2009            | 2014 | Orsenigo Angelo Clemente      | Centrosinistra Insieme per Figino | |
| 2014            | 2019 | Orsenigo Angelo Clemente      | Centrosinistra Insieme per Figino | Nel luglio del 2018 il Sindaco fu eletto nel Consiglio di Regione Lombardia e nell'ultimo anno di mandato subentrò nel suo ruolo, come reggente, il Vice Sindaco Degano Andrea. |
| 2019            | 2024 | Moscatelli Roberto            | Lega Salvini - Fratelli d'Italia  | |
| 2024            |      | Tomaselli Stefano             | Lista Civica - Insieme per Figino | |

## Sport
Lo sportivo figinese più conosciuto è Pierluigi Marzorati, cestista della Pallacanestro Cantù il quale ha indossato la maglia biancoblu in cinque decenni differenti.
Un altro sportivo che raggiunse un certo livello di notorietà è stato il calciatore Arturo Ballabio che negli anni settanta militò nel Palermo, disputando diverse partite in Serie A e B.
Per quanto riguarda le società sportive locali esistono quattro gruppi sportivi:
- Il Figino Calcio, società calcistica fondata nel 1970 militante nel campionato di Seconda Categoria della Lombardia. Oltre alla prima squadra, esistono diverse formazioni giovanili che consentono ai ragazzi di ogni età di praticare questo sport.
- La Pallacanestro Figino, società cestistica militante nel campionato di Promozione regionale. A livello giovanile, è una delle squadre più titolate della provincia e fornisce diversi giocatori alla Pallacanestro Cantù. Diversi sono gli illustri collaboratori che hanno aiutato al sodalizio figinese di proseguire nella sua attività sportiva, tra cui Pierluigi Marzorati e Lino Cappelletti.
- Il Figino Volley che disputa attività sia a livello giovanile sia a livello dilettantistico (maschile e femminile).
- L'Unione Ciclistica Figinese che disputa un'attività a livello giovanile.

Il comune di Figino Serenza è dotato di diverse attrezzature sportive. Il primo campo da calcio realizzato sul suolo comunale fu quello dell'Oratorio Sacro Cuore, nel 1963. Fu proprio all'oratorio che la società biancoverde cominciò la sua attività agonistica nei campionati amatoriali. Nel 1978 furono inaugurate due importanti opere che tuttora rimangono il fulcro dell'attività sportiva figinese: la palestra delle scuole medie (al confine con Novedrate), per anni sede degli incontri interni delle squadre di basket e volley e il centro sportivo comunale (situato in Via Volta) che ospita un campo da calcio a 11, un campo da calcio a 5 (inaugurato nel 1999), un campo da tennis e un campo polivalente coperto, che ha preso posto nel 1999 di un campo da tennis. Nel 2011 è stato aperto, dopo un anno di inagibilità, il nuovo palazzetto dello sport comunale, che ospita le gare interne del Figino Volley e della Pallacanestro Figino.

### Esplicative
1. ↑  Toponimo derivato dal latino figulinum = vasaio, operante con l'argilla. Cfr.: Ottavio Lurati, Toponymie et géologie, in Quaderni di semantica, anno XXIX, numero 2, dicembre 2008, 441.
2. ↑  Misura che si riferisce all'altitudine della collina principale di Figino Serenza

### Bibliografiche
1. 1 2   Bilancio demografico mensile anno 2025 (dati provvisori), su demo.istat.it, ISTAT.
2. ↑   Classificazione sismica (XLS), su rischi.protezionecivile.gov.it.
3. ↑   Tabella dei gradi/giorno dei Comuni italiani raggruppati per Regione e Provincia (PDF), in Legge 26 agosto 1993, n. 412, allegato A, Agenzia nazionale per le nuove tecnologie, l'energia e lo sviluppo economico sostenibile, 1º marzo 2011,  p. 151. URL consultato il 25 aprile 2012 (archiviato dall'url originale il 1º gennaio 2017).
4. ↑  Cit.  Carlo Annoni, Monumenti e storia del borgo di Canturio, Cantù, 1835.
5. ↑  Fonte:  Zone sismiche in Italia, dati INGV (GIF), su zonesismiche.mi.ingv.it. URL consultato il 24-09-2008.
6. ↑  Fonte:  Classificazione climatica Lombardia, dati Confedilizia, su confedilizia.it. URL consultato il 24-09-2008 (archiviato dall'url originale il 25 gennaio 2015).
7. ↑  Rilevazioni qualità dell'aria/Cantù Archiviato il 20 giugno 2008 in Internet Archive.
8. ↑   Lorenzo Marzorati, Quel borgo. Notizie storiche sull'origine e sviluppo di Figino Serenza, paese della Brianza Occidentale, Saronno, Scuola Grafica Padre Monti, 1975,  pp. 36-65.
9. ↑  Corpus iscriptionum latinarium, consilio et auctoritate Accademiae litterarum regiae Borussicae editum Voluminis quinti, pars posterior Barolini apud Georgium Reinserum (1877)
10. ↑   Lorenzo Marzorati, Il Santuario della Madonna di San Materno, Cantù, Tipografia Cavalleri, 2004,  p. 9.
11. ↑  Fonte: Le istituzioni storiche del territorio lombardo (XIV – XIX secolo) - Como Archiviato il 28 settembre 2007 in Internet Archive., Progetto Civita: Como, a cura della Regione Lombardia, Direzione generale cultura – Provincia di Como, Settore Cultura e Affari Generali, Milano, febbraio 2000. 184–186
12. ↑  Estimo di Carlo V 1558, cartelle 20 e 21
13. ↑  Relazione Opizzone, 1644
14. ↑  I Liber Cronicon (1564-1616), Comune di Rozzago
15. ↑   Lorenzo Marzorati, Quel borgo. Notizie storiche sull'origine e sviluppo di Figino Serenza, paese della Brianza Occidentale, Saronno, Scuola Grafica Padre Monti, 1975,  pp. 369-419.
16. ↑   Lorenzo Marzorati, Quel borgo. Notizie storiche sull'origine e sviluppo di Figino Serenza, paese della Brianza Occidentale, Saronno, Scuola Grafica Padre Monti, 1975,  pp. 111-116.
17. ↑  Compartimento territoriale specificante le cassine, 1751 - Ducato di Milano
18. 1 2  Risposte ai 45 quesiti della giunta del censimento, Censimento generale dello Stato di Milano, 1750
19. ↑  Editto 30 dicembre 1755
20. ↑  Editto 10 giugno 1757
21. 1 2  Statistica delle anime, 1771
22. ↑  Editto 26 settembre 1786
23. ↑  Compartimento 1791
24. ↑  Costituzione 20, messidoro anno V (8 luglio 1797)
25. ↑  Legge 7, germinale anno VI (27 marzo 1798)
26. ↑  Legge 5, vendemmiaio anno VII (26 settembre 1798)
27. 1 2  Legge 20, nevoso anno VII
28. ↑  Legge 23, fiorile anno IX (13 maggio 1801)
29. ↑  Elenco dei comuni, 24 luglio 1802 - Repubblica Cisalpina
30. 1 2  Decreto 8 giugno 1805
31. ↑  Decreto 14 luglio 1807
32. ↑  Decreto 30 luglio 1812
33. ↑  Liber Chronicus, 1944 - Parrocchia di Figino Serenza
34. 1 2  Sovrana patente, 7 aprile 1815
35. ↑   Lorenzo Marzorati, Quel borgo. Notizie storiche sull'origine e sviluppo di Figino Serenza, paese della Brianza Occidentale, Saronno, Scuola Grafica Padre Monti, 1975,  p. 247.
36. ↑  Legge comunale e provinciale del 20 marzo 1865 nº 2248
37. ↑  Decreto regio di nuova denominazione, 14 dicembre 1862, attualmente esposto presso l'ufficio del sindaco
38. ↑   Comune di Figino Serenza – (CO), su Araldicacivica.it.
39. ↑   D.P.R. del 19 luglio 1999 (JPG).
40. ↑   Figino Serenza, DPR 1999-07-19, concessione di stemma e gonfalone, su Archivio centrale dello Stato, Ufficio araldico, Fascicoli comunali. URL consultato il 30 luglio 2025.
41. ↑   Figino Serenza, su Stemmi dei Comuni della Provincia di Como, 17 aprile 2019. URL consultato il 16 aprile 2021.
42. 1 2   Santuario della Madonna di S. Materno - complesso, Piazza IV Novembre - Figino Serenza (CO) – Architetture – Lombardia Beni Culturali, su lombardiabeniculturali.it. URL consultato il 3 maggio 2020.
43. ↑   Chiesa di S. Michele - complesso, Via San Materno - Figino Serenza (CO) – Architetture – Lombardia Beni Culturali, su lombardiabeniculturali.it. URL consultato il 3 maggio 2020.
44. ↑   Villa Ferranti - complesso, Piazza Umberto I, 1 - Figino Serenza (CO) – Architetture – Lombardia Beni Culturali, su lombardiabeniculturali.it. URL consultato il 3 maggio 2020.
45. ↑  Belloni et al., p. 248.
46. ↑   Comune di Figino, 1798 - 1809 – Istituzioni storiche – Lombardia Beni Culturali, su lombardiabeniculturali.it. URL consultato il 3 maggio 2020.
47. ↑  Dati tratti da:
  -  Popolazione residente dei comuni. Censimenti dal 1861 al 1991 (PDF), su ebiblio.istat.it, ISTAT.
  -  Popolazione residente per territorio – serie storica, su esploradati.censimentopopolazione.istat.it.
Nota bene: il dato del 2021 si riferisce al dato del censimento permanente al 31 dicembre di quell'anno.
48. ↑  Statistiche ISTAT - 31 dicembre 2006. La presenza straniera a Figino Serenza Archiviato il 14 agosto 2013 in Internet Archive.
49. 1 2  Cit. Un cicinin de stora de Figin - Il Sentiero, febbraio 2007
50. ↑   Sito ufficiale del Trass a Bass, su trassabass.it. URL consultato il 27 settembre 2008 (archiviato dall'url originale il 23 marzo 2010).
51. ↑  FALLIMENTO: TESSITURA ORSENIGO S.p.a. n. 82/2002
52. ↑  http://lombardia.indettaglio.it/ita/comuni/co/figinoserenza/figinoserenza.html
53. ↑  Mappa stradale di Figino Serenza Archiviato il 10 luglio 2006 in Internet Archive.
54. ↑  https://www.asfautolinee.it/orari_pdf/estivo/C82.pdf
55. ↑  https://www.ilgazzettinodisicilia.it/2017/06/08/arturo-ballabio/